# Syfanoidea schencki
Syfanoidea schencki là một loài bướm đêm trong họ Noctuidae.